# Paul Hertz (Physiker)
Paul Hertz (* 29. Juli 1881 in Hamburg; † 24. März 1940 in Philadelphia) war ein deutscher Physiker und Mathematiker.

## Leben
Paul Hertz kam in Hamburg als Sohn des Juristen Eduard Hertz und dessen Frau Elisabeth zur Welt; ein Cousin ersten Grades war Frederick Hertz, zum Physiker Heinrich Hertz bestand eine sehr weitläufige Verwandtschaft. Er legte 1900 die Abiturprüfung am Hamburger Wilhelm-Gymnasium ab. Anschließend studierte er an der Universität Heidelberg Mathematik, Physik und Philosophie, um dann an die Universität Göttingen zu wechseln. Zudem verbrachte er auch einige Semester an der Universität Leipzig. Seine Studien schloss er 1904 mit der Promotion bei Max Abraham in Göttingen ab (Untersuchungen über die unstetigen Bewegungen eines Elektrons). Während seines Studiums hörte u. a. Vorlesungen bei David Hilbert, Felix Klein, Ludwig Boltzmann, Hermann Minkowski und Felix Hausdorff.
Nach seiner Promotion verbrachte er Forschungsaufenthalte an verschiedenen Orten, u. a. Berlin, Paris und Tübingen. Im Jahre 1908 habilitierte sich Hertz an der Universität zu Heidelberg in theoretischer Physik (Theorie des Seitengalvanometers).
Hertz hielt Vorlesungen über Theoretische und Mathematische Physik, erreichte damit jedoch nie mehr als 8 Hörer. Im Juli 1912 wechselte er an die Universität Göttingen, wo er sich umhabilitierte und an der er 1921 zum Außerordentlichen Professor berufen wurde. Die Forschungstätigkeit Hertz' fand ihren Schwerpunkt in der Statistischen Mechanik. In den 1920er und Anfang der 1930er Jahre stand er auch dem Wiener Kreis nahe und widmete sich Grundlagenfragen der Mathematik (→Graphentheorie, →Mathematische Logik) und Philosophie.
Nach der Machtergreifung der Nationalsozialisten wurde ihm im September 1933 als Juden die Venia Legendi entzogen. Er erhielt ein US-amerikanisches Forschungsstipendium und ging damit 1934/35 an die Universität Genf, hielt aber auch Vorlesungen an der Deutschen Universität Prag. 1938 ging er an die Yale University, wo man ihm zum Gedenkjahr an Josiah Willard Gibbs für 1939 zu einem Vortrag eingeladen hatte, den er wegen Krankheit nicht halten konnte. Der Vortrag wurde postum veröffentlicht.
Dort erlag er am 24. März 1940 seiner Krankheit. Eine Sammlung von Manuskripten und Korrespondenz übergab sein Sohn Rudolf der Universitätsbibliothek Pittsburgh.

## Schriften
- Statistische Mechanik, in Gans, Weber Repetitorium der Physik, Band 1, Teil 2, Leipzig 1916
- Über Axiomensysteme für beliebige Satzsysteme., Mathematische Annalen Bd. 87, 1922, S. 246–269.
- Statistische Mechanik, Ergebnisse der Exakten Naturwissenschaften, Band 1, 1922, S. 60–91.
- Magnetische Felder von Strömen und Magnetostatik, Handbuch der Physik, Band 15, Springer Verlag 1927
- Gibbs' Theory. Its foundations and applications. In: Dialectica. Band 10, 1956, S. 366–385, doi:10.1111/j.1746-8361.1956.tb01430.x.